# 崔坚
崔坚（1955年—），山西安泽人，汉族，中华人民共和国政治人物、第十二届全国人民代表大会重庆地区代表。
毕业于重庆大学高级管理人员工商管理专业。加入中国共产党。担任重庆市政府副秘书长，重庆市政府办公厅副主任、党组副书记，重庆市国资委主任、党委常务副书记。2008年起担任全国人大代表。2013年，担任全国人大代表。